# Тертешешть (комуна)
Тертешешть, Тертешешті (рум. Tărtășești) — комуна у повіті Димбовіца в Румунії. До складу комуни входять такі села (дані про населення за 2002 рік):
- Билдана (1950 осіб)
- Гулія (1029 осіб)
- Тертешешть (2142 особи)

Комуна розташована на відстані 27 км на північний захід від Бухареста, 47 км на південний схід від Тирговіште, 121 км на південь від Брашова.

## Населення
За даними перепису населення 2002 року у комуні проживала 5121 особа.
Національний склад населення комуни:
| Національність | Кількість осіб | Відсоток |
| -------------- | -------------- | -------- |
| румуни         | 5043           | 98,5%    |
| цигани         | 77             | 1,5%     |
| поляки         | 1              | < 0,1%   |

Рідною мовою назвали:
| Мова      | Кількість осіб | Відсоток |
| --------- | -------------- | -------- |
| румунська | 5103           | 99,6%    |
| циганська | 18             | 0,4%     |

Склад населення комуни за віросповіданням:
| Релігія        | Кількість осіб | Відсоток |
| -------------- | -------------- | -------- |
| православні    | 4959           | 96,8%    |
| адвентисти     | 81             | 1,6%     |
| п'ятдесятники  | 57             | 1,1%     |
| лютерани       | 15             | 0,3%     |
| баптисти       | 6              | 0,1%     |
| греко-католики | 1              | < 0,1%   |
| мусульмани     | 1              | < 0,1%   |